# John Demarie
John Demarie (Oxnard, 28 agosto 1945 – Lake Charles, 29 novembre 2015) è stato un giocatore di football americano statunitense, che ha giocato nel ruolo di guardia per la maggior parte della carriera con i Cleveland Browns della National Football League (NFL). Fu scelto nel corso del sesto giro (152º assoluto) del Draft NFL 1967 dai Browns. Al college ha giocato a football all'Università della Louisiana.

## Carriera professionistica
Demarie fu scelto nel corso del sesto giro del Draft 1967 dai Cleveland Browns. Con essi divenne subito titolare nella sua stagione da rookie nel ruolo di guardia, rimanendo coi Browns nove stagioni e disputando 123 partite. Nel 1976, Demarie fu scelto nell'expansion draft dalla neonata franchigia dei Seattle Seahawks, con cui disputò l'ultima stagione della carriera, giocando nove partite.

## Vittorie e premi
Nessuno

## Statistiche
| Partite totali | 132 |